# Касимов, Атаулла Фараджевич
Атаулла Фараджевич Касимов (Атаулла Фарадж оглы Касимов, азерб. Ətaulla Fərəc oğlu Qasımov, 4 марта 1920, Сальяны, Азербайджанская ССР — 19 мая 1993, Баку, Азербайджан) — советский и азербайджанский ученый в области «Разработка и эксплуатация нефтяных и газовых месторождений», доктор технических наук (1965), профессор (1966), член международного общества по прикладной математике и механике в ФРГ (с 1985).

## Биография
Отец — Фарадж Джафаркули оглы Касимов был учителем литературы в старших классах. 
Атаулла детства увлекается шахматами.
Окончив в 1942 Азербайджанский Индустриальный институт (диплом с отличием «За высокое качество защиты дипломного проекта») по специальности горный инженер, работал (с 1956) в АзНИИ ДН в должности мл. научного сотрудника, начальником лаборатории (1957).
На XVIII Всесоюзном конкурсе (1962) присуждена вторая премия за лучшее предложение по экономии электрической и тепловой энергии, «За успехи в народном хозяйстве СССР» награждён серебряной медалью (1964), «За доблестный труд» награждён юбилейной медалью (1964), «Победитель соц.соревнования зв 1977 г.» медаль (1978), «Отличник нефтяной промышленности» (1980).
В Азербайджанском Политехническом институте им. Ч. Ильдырыма занимал должность заведующего кафедры «Гидравлики и гидромашин» (1966—1981).
Одновременно (1969—1972) является заместителем гл.редактора Главной Редакции Азербайджанской Советской Энциклопедии (АСЭ).
Являлся заместителем Председателя Научного Совета при Президиуме Академии наук Азербайджанской ССР (с 1987) Член спец. Совета по защите диссертаций на соискание ученых степеней докторов наук при АзИНЕФТЕХИМ им. М.Азизбекова по специальности 05.15.06 — «Разработка нефтяных и газоконденсатных месторождений». С 1981 работал в Азербайджанском институте нефти и химии им. М.Азизбекова в должности профессора кафедры «Теоретическая механика».
Автор ряда монографий, учебников, имеет ряд авторских свидетельств.
Выпустил более 80 кандидатов и докторов наук.
Проводил исследования в области повышения качества технологии и разработки нефте- и газо-конденсатных месторождений.
Имеет заслуги в подготовке высококвалифицированных кадров.
Был участником:
- Первый всесоюзный съезд по механике.
- Второй всесоюзный съезд по механике.
- Третий всесоюзный съезд по механике.
- III Всесоюзное совещание по тепло- и массо-обмену (1968), Минск (СССР)
- Международный конгресс историков науки XII, CIHS (1968) , Париж (Франция)
- Международный симпозиум по наукам естествознания и физико-математическим наукам (1969), Бухарест (Румыния)
- Международный конгресс историков науки XIII, CIHS (1971), Москва (СССР)
- Закавказская конференция историков науки (1971), Баку (СССР)
- Закавказская конференция историков науки (1972), Ереван (СССР)
- Всесоюзная конференция «Конические и резьбовые соединения» (1973), Баку (СССР)
- Всесоюзная конференция по контактной гидромеханике (1976), Куйбышев (СССР)
- II Всесоюзная конференция по динамике и прочности нефтепромыслового оборудования (1977), Баку (СССР)
- III Всесоюзное конференция историков физико-математических наук (1977), Тбилиси (СССР)
- XIV Конгресс по теоретической и прикладной механике (1978), Порторож (Югославия)
- Закавказская конференция историков науки (1983), Тбилиси (СССР)
- Международный симпозиум «Современная наука и советская научная перестройка» (1990), Киев (СССР)
- Международная конференция по истории науки (1991), Анкара (Турция)

Автор книг по шахматам:
Редактировал и перевел на азерб.язык (1981, Баку, Азернешр) книгу «Математика на шахматной доске» Е.Гик (1976, издательство «Наука»)
«Шахматное композиторство» А.Касимов, М.Вахидов, Баку, Азернешр (1989)
«Шахмат ойуну» («Игра в шахматы»)